# Liste des titres de duc de la noblesse belge
La liste des titres de duc de la noblesse belge recense les titres de duc transmissible par primogéniture masculine, authentiques et réguliers, créés ou reconnus en Belgique, et transmis jusqu’à nos jours de façon régulière en ligne naturelle et légitime à partir du premier bénéficiaire.

## Histoire

### Titres subsistants
| Titre                                                                           | Titulaire actuel                                                                   | Ancienneté   | Titres étrangers                                               | Blason |
| ------------------------------------------------------------------------------- | ---------------------------------------------------------------------------------- | ------------ | -------------------------------------------------------------- | ------ |
| - Duc d'Arenberg Date de création: 9 juin 1644 Monarque: Ferdinand III          | Son altesse sérénissime Léopold, 13e duc d’Arenberg né le 20 février 1956          | XIIIe siècle | - Prince de Meppen - Prince de Recklinghausen - Duc d’Aerschot |        |
| - Duc de Beaufort-Spontin Date de création: 2 décembre 1782 Monarque: Joseph II | Friedrich-Christian, 7e duc de Beaufort-Spontin né le 5 décembre 1944              | XIe siècle   | - Prince de Beaufort-Spontin - Comte du Saint-Empire           |        |
| - Duc de Looz-Corswarem Date de création: 24 décembre 1734 Monarque: Charles VI | Son altesse sérénissime Thierry, 11e duc de Looz-Corswarem né le 10 septembre 1948 | XIIIe siècle | - Comte du Saint-Empire                                        |        |
| - Duc d'Ursel Date de création: 24 avril 1717 Monarque: Charles VI              | Stephane, 10e duc d'Ursel né le 13 juillet 1971                                    | XVe siècle   | - Comte du Saint-Empire                                        |        |